# Gunilla Fredelius
Gunilla Fredelius, född 3 februari 1945 i Göteborg, död 26 augusti 2002 i Högalids församling i Stockholm, var en svensk psykolog.
Fredelius, som var dotter till juris kandidat Lars Fredelius och undersköterska Barbro Svensson, avlade studentexamen 1965, utexaminerades från Grafiska institutet 1968, diplomerades från Institutet för högre reklam- och kommunikationsutbildning 1969, blev filosofie kandidat 1978, avlade psykologexamen i Stockholm 1981 och blev legitimerad psykolog 1984. Hon var verksam på NK:s reklamavdelning 1969–1970, hos Grupp 8 1970–1972, på Svea Annonsbyrå 1970–1977, var skolpsykolog 1981–1982 och psykolog på Långbro sjukhus från 1983. Hon var medlem i Kvinnogruppen för psykologi och psykoterapiforskning (KPP) och höll föreläsningar i kvinnopsykologi. Gunilla Fredelius är begravd på Skogskyrkogården i Stockholm.